# Thaida
Thaida es un género de arañas araneomorfas de la familia Austrochilidae. Se encuentra en Chile y Argentina.

## Lista de especies
Según The World Spider Catalog 11.5:
- Thaida chepu Platnick, 1987
- Thaida peculiaris Karsch, 1880